# Anna Misjtjenko
Hanna Valerijivna Misjtjenko (ukrainska: Ганна Валеріївна Міщенко), född den 25 augusti 1983 i Sumy, Ukrainska SSR, Sovjetunionen, är en ukrainsk friidrottare som tävlar i medeldistanslöpning, främst 1 500 meter. 
Misjtjenkos stora genombrott kom när hon deltog vid Olympiska sommarspelen 2008 då hon tog sig vidare till finalen på 1 500 meter. Väl där slutade hon på nionde plats på det nya personliga rekordet 4.05,13.
Misjtjenko kom 1 juli 2012 trea på 1 500 meter i friidrotts-EM 2012. 2016 stängdes hon av för doping och blev av med alla sina resultat från och med 28 juni 2012, varför hon alltså fråntogs medaljen.